# Zeger Andries
Zeger Andries (Brugge, 11 februari 1901 - 1 juni 1967) was een Belgisch declamator en leraar letterkunde aan de Brugse kunstacademie. 

## Levensloop
Andries gaf in 1921-1922 vijf verhalen en ook gedichten uit in het Zondagsblad, bijblad van de Gentse Vooruit. Hij publiceerde er ook een studie over Maurice Maeterlinck.
Hij werd leider van het spreekkoor De Graal en redacteur van het tijdschrift De Avant-Garde (1934-1936). Hij publiceerde hierin over toneel, dans, letterkunde en schilderkunst.
Hij liet zich tijdens de Tweede Wereldoorlog overtuigen om in de collaboratie te stappen. Hij werd medewerker binnen de DeVlag en leidde er de boekhandel van, die op de Markt van Brugge de boekhandel De Reyghere inpalmde. 
In 1942 werd hij zakelijk leider van de Brugse DeVlag, waardoor hij meteen ook lid werd van de Germaanse SS Vlaanderen. In Brugge gaf men hem de bijnaam van Blekken Hitler. Hij was een actief organisator van allerhande feestelijkheden en bijeenkomsten voor de leden van de DeVlag. Nog in juli 1944 organiseerde hij een druk bijgewoonde samenkomst in de Stadsschouwburg, waarop Jef Van de Wiele het woord voerde.
Op 2 september 1944 vluchtte hij met zijn gezin naar Duitsland maar keerde begin juni 1945 terug naar Brugge. Hij werkte goed mee met het Krijgsauditoraat in de hoop op een milde straf. Op 24 januari 1946 werd hij niettemin ter dood veroordeeld, een vonnis dat op 7 mei 1946 door het Krijgshof in Gent werd bevestigd. Zijn echtgenote, Raphaëlla De Jode, die ook had meegewerkt binnen de DeVlag in Brugge, werd een tijd geïnterneerd in het kamp van Sint-Kruis (Brugge). Nadat ze vrijkwam zette ze zich in voor de herziening van zijn proces. Door een genademaatregel werd de doodstraf in 1948 omgezet in levenslange hechtenis. Na 1950 kwam hij vrij en hield zich verder onzichtbaar.

## Publicaties
- Jos. Joan Neutens, Catalogus San Salvador, 1927.
- Onze tentoonstelling van godsdienstige kleinkunst, in: San Salvador Bulletin, Brugge, 1927.
- Georges De Sloovere, in: San Salvatorbulletin 3de jg. 29, 1929 blz. 351-352.